# ۱۲۳۶ (خورشیدی)
۱۲۳۶ هزار و دویست و سی و ششمین سال هجری خورشیدی است.

## رویدادها
- در روز ۲۷ اسفند سال ۱۲۳۶ هجری شمسی نخستین پیام توسط تلگراف در ایران از مدرسه دارالفنون به کاخ ییلاقی ناصرالدین شاه ارسال شد.

## زادگان
میرزا علی‌اصغر اتابک، صدراعظم عصر قاجار